# Ilex berteroi
Ilex berteroi är en järneksväxtart som beskrevs av Ludwig Eduard Loesener och Ignatz Urban. Ilex berteroi ingår i släktet järnekar, och familjen järneksväxter. Inga underarter finns listade i Catalogue of Life.